# Plaza de Armas de Trujillo
La plaza de Armas de Trujillo es el espacio público más antiguo y representativo de la ciudad peruana del mismo nombre y donde se realizó su fundación en 1534. 
Es el principal escenario histórico de la ciudad de la era republicana. Se encuentra ubicada en la parte central del centro histórico de Trujillo. A su alrededor se encuentran el edificio del Palacio Municipal de la ciudad, la Catedral de Trujillo, el Arzobispado de Trujillo, entre otros. La plaza de Armas de Trujillo es atravesada por el jirón Pizarro, el jirón Independencia, el jirón Orbegoso y el jirón Almagro. 

## Historia
Desde la fundación de la Villa de Trujillo, a finales de 1534 por Diego de Almagro, cerca de la ciudad de Chan-Chan, se trazó las cuadrículas tomando como referencia de origen a la plaza. El teniente Martín de Estete fue el artífice del primer plano urbano. Durante toda la época virreinal, careció de ornamentación escultórica, siendo un largo terreno plano con poca vegetación. El 29 de diciembre de 1820, fue escenario de la proclamación de la independencia de Trujillo por José Bernardo de Tagle. Esta proclamación, junto con la independencia de Lambayeque, Piura, Cajamarca, Chachapoyas, Jaén y Maynas, se volvería de importancia fundamental durante el capítulo de la independencia del Perú.
En la época republicana, el arcediano Pedro Madalengoitia donó para la plaza una pileta hecha en piedra blanca, que fue construida en su hacienda y obraje de Santa Cruz de Carabamba, en 1841.
En los alrededores se encuentran la catedral de la ciudad que fue construida en la época virreinal y armoniosas casonas virreinales y republicanas. En 1867, la pileta fue iluminada con ocho pescantes con sus respectivos faroles y se instaló una verja de hierro para protegerla. El 4 de julio de 1929, fue inaugurado, en la parte central de esta plaza, el Monumento a la Libertad, que representa el proceso de independencia del país y según los comentaristas, representa lo más preciado del ser humano, el amor a la libertad, el recuerdo y el reconocimiento a los ilustres hombres que nos dieron la independencia. La estatua fue una obra realizada en Alemania, los materiales usados son mármol y cobre, el escultor fue Edmund Moeller y luego fue armado por Enrique Albretch.
En diciembre, varias empresas de Trujillo ponen su propio árbol diseñado por ellos en la propia plaza de Armas y muchas personas los visitan.[cita requerida]

## El monumento a la Libertad
Está ubicado en el centro de la plaza de Armas de Trujillo y es obra del escultor Edmund Möeller; consta de tres cuerpos: el primero está sobre una plataforma circular con pedestales, apoyados en un basamento de granito, soportando las esculturas que representan al arte, la ciencia, el comercio y la salud. El segundo consta de tres estatuas robustas. Una estatua de un hombre que bufa, el mismo que está agachado, simbolizando la opresión o esclavitud. Una segunda estatua que tiene los brazos hacia atrás, simbolizando la lucha emancipadora. La tercera estatua es un hombre que tiene los brazos levantados y las manos haciendo puño, simbolizando la liberación. También en este cuerpo se encuentran las placas siguientes: la primera rememorando la proclamación de la independencia de Trujillo, por José Bernardo de Torre Tagle, el 29 de diciembre de 1820. La segunda placa conmemora la batalla de Junín y la tercera placa conmemora a la batalla de Ayacucho.

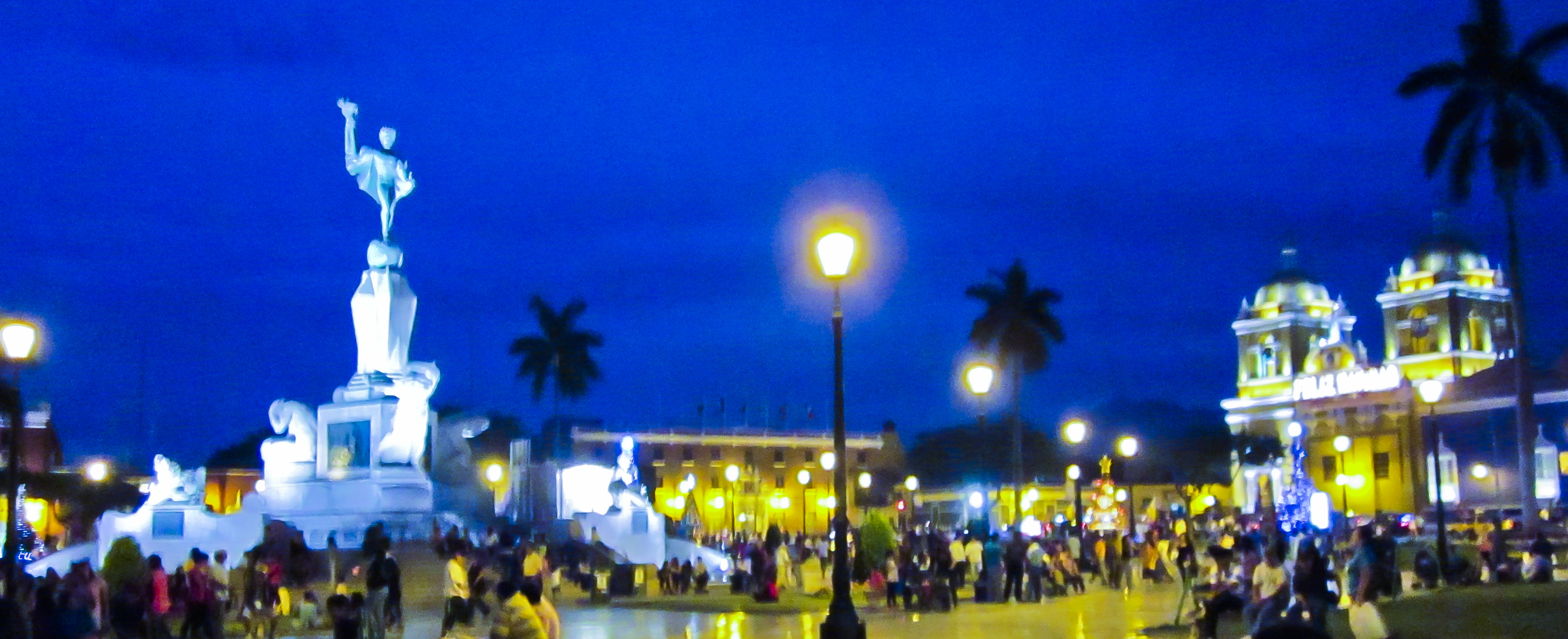
En la plaza de Armas de Trujillo, el 29 de diciembre de 1820, el marqués de Torre Tagle proclamó la Independencia de Trujillo. En honor a la ciudad, el monumento a la Libertad, escultura de Edmund Moeller.

### Edificios principales
| Lado norte    |                            |              |
| Lado noroeste |                            | Lado noreste |
|               |                            |              |
|               | Plaza de Armas de Trujillo |              |
|               |                            |              |
|               |                            |              |
| Lado sur      |                            |              |

## Vías que forman la plaza de Armas
- Jirón Francisco Pizarro

Ubicado en el lado sureste de la plaza, en esta vía se encuentra la sede del Gobierno de la ciudad.
- Jirón Diego de Almagro

Ubicado en la parte suroeste de la plaza.
- Jirón Independencia

Está ubicado en la parte noroeste de la plaza.
- Jirón Mariscal de Orbegoso

Está ubicado en la parte noreste de la plaza, en esta vía se ubica la catedral y el arzobispado de Trujillo.

## Celebraciones y festividades
En la plaza de Armas de Trujillo se llevan a cabo importantes celebraciones y ceremonias de honor, tales como la celebración del Corpus Christi en el mes de junio, el pasacalle por el Festival de la Marinera en enero, el izamiento del pabellón en la celebración del día de la Independencia de Trujillo el 29 de julio de cada año, etc.